# Edgar Castillo Salinas
Edgar Castillo Salinas (17 april 1957) is een voormalig Boliviaans voetballer, die speelde als middenvelder. Hij kwam uit voor Club Blooming en kwam tot tien officiële interlands voor Bolivia in de periode 1983-1985. Hij maakte zijn debuut op 21 augustus 1983 in de Copa América-wedstrijd tegen Peru (1-1).

## Erelijst
Club Blooming
- Liga de Fútbol

1984